# Ash King
Ash King (cuyo nombre verdadero es Ashutosh Ganguly, en bengalí আশুতোষ গাঙ্গুলী, n. 3 de agosto de 1984 en Londres) es un cantante indio. Hizo su debut como cantante de playback o reproducción en Rakeysh Omprakash Mehra Delhi-6 
Su primera actuación lo realizó en el Bollywood, junto a AR Rahman, en una película de Nueva Delhi-6, que contó bajo la colaboración de Rahman. Desde entonces, empezó a interpretar un tema musical titulada "Te Amo" para la película titulada Aisha Aisha.
Ash también interpretó un tema musical perteneciente a la cantante estadounidense Lady Gaga, canción titulada "Bad Romance" en un remix de Just Dance, esta también fue utilizada en un disco de remezclas y de la versión asiática de su álbum. 
Fue también un destacado cantante en el Reino Unido, después de haber interpretado y escrito la canción titulada "Love Is Blind", que lo cantó junto al cantante Ramzi. En 2011, participó en el Festival de Glastonbury organizada por la red televisiva de BBC y luego se presentó en el escenario principal en el Mela BBC de Londres.

## Playback
| Año  | Película                  | Canción                         |
| ---- | ------------------------- | ------------------------------- |
| 2009 | Delhi-6                   | Dil Gira Dafatan                |
| 2010 | Aisha                     | Suno Aisha                      |
| 2011 | Dum Maaro Dum             | Te Amo & Te Amo (Remix)         |
| 2011 | Bodyguard                 | I Love You & I Love You (Remix) |
| 2011 | Mujhse Fraaandship Karoge | Uh-Oh Uh-Oh! & Uh-Oh Uh-Oh! 2.0 |
| 2012 | Ek Main Aur Ekk Tu        | Aunty Ji                        |